# Kripton
Il kripton o kripto o cripto (dal greco κρυπτόν, kryptón, «nascosto») è l'elemento chimico di numero atomico 36 e il suo simbolo è Kr. Appartiene al gruppo dei gas nobili, è incolore ed è presente in tracce nell'atmosfera, dalla quale viene isolato per distillazione frazionata dell'aria liquida. Viene usato con altri gas inerti nelle lampade a fluorescenza.
Dal punto di vista pratico, il kripton è chimicamente inerte, tuttavia sono noti alcuni suoi composti con il fluoro. Può inoltre formare clatrati con l'acqua, quando alcuni suoi atomi sono intrappolati nel reticolo cristallino formato dalle molecole di quest'ultima.

## Caratteristiche
Il kripton appartiene al gruppo dei cosiddetti gas nobili, contraddistinti da una quasi totale inerzia chimica. È un gas incolore e inodore; allo stato solido è composto da cristalli bianchi che hanno una struttura cubica a facce centrate, tipica di tutti i gas nobili (tranne l'elio).
Il kripton è uno dei prodotti ottenuti dalla fissione nucleare dell'uranio.

## Applicazioni

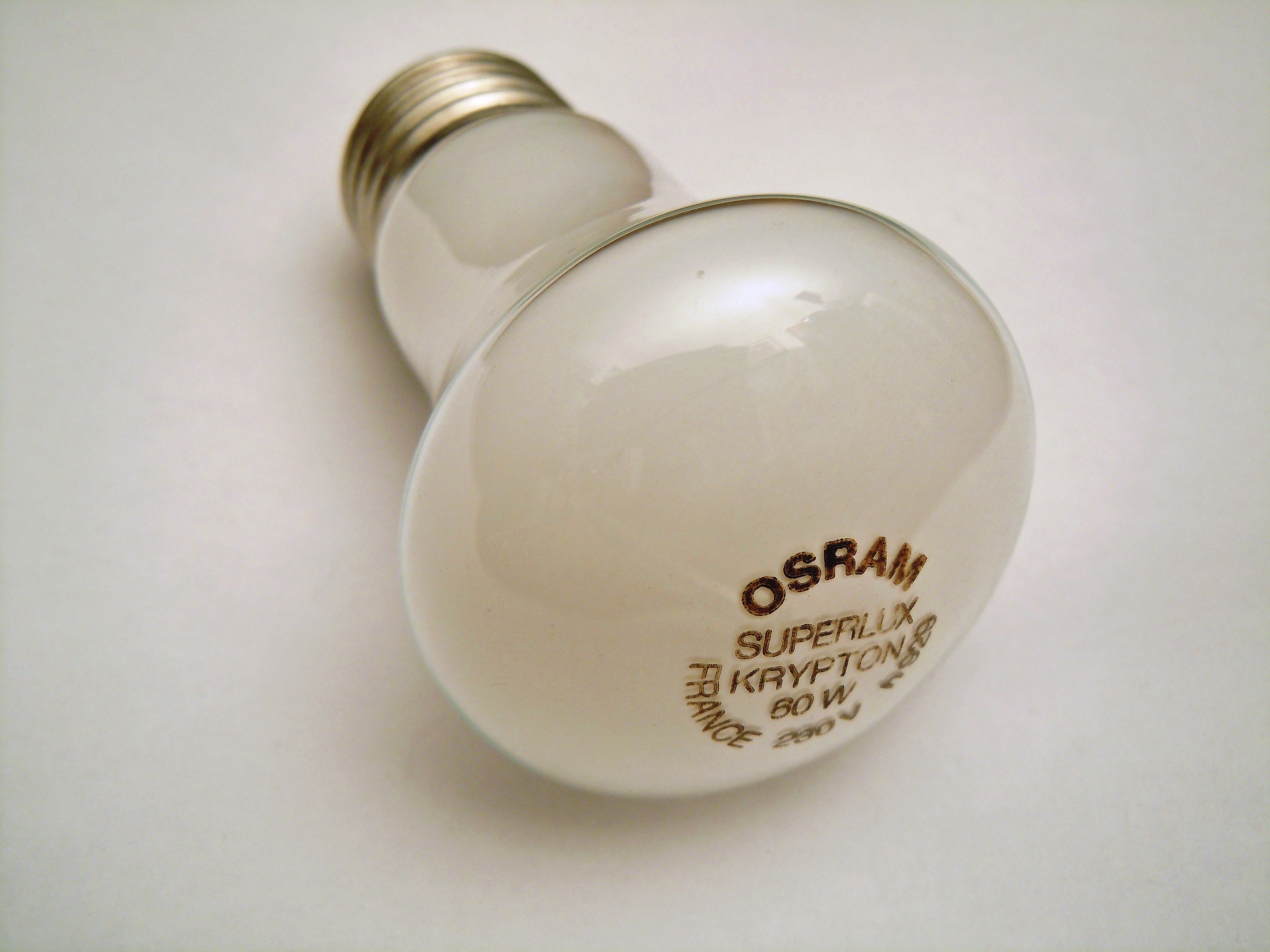
Una lampadina OSRAM con gas Kripton.

Dal 1960 al 1983 la definizione standard del metro nel Sistema Internazionale delle unità di misura è stata la luce emessa dagli atomi di kripton: nello specifico, il metro è stato definito come 1 650 763,73 volte la lunghezza d'onda della luce rosso-arancione nello spettro di emissione degli atomi di 86Kr.
Il kripton trova applicazione in particolari lampade a flash per fotografia; inoltre è usato dagli anni duemila nei bulbi di alcune lampadine a incandescenza per allungare la vita del filamento. Il suo isotopo 85Kr trova impiego nell'analisi chimica.
Sono noti alcuni clatrati del kripton con l'idrochinone ed il fenolo.

## Storia
Il kripton fu scoperto nel 1898 da William Ramsay e Morris Travers nei residui lasciati dall'evaporazione di tutti gli altri componenti dell'aria liquida. Nel 1960 un accordo internazionale definì il metro in termini della lunghezza d'onda della luce emessa da un isotopo di kripton. Questo accordo sostituì il metro campione conservato a Parigi, una barra metallica in lega di platino e iridio ed era stimato essere la quarantamilionesima parte del meridiano terrestre. Nell'ottobre 1983 lo standard al kripton venne a sua volta sostituito dall'Ufficio internazionale di pesi e misure: un metro è definito ora come la distanza che la luce percorre nel vuoto in un tempo di 1/299 792 458 secondi.

## Disponibilità
La concentrazione di questo gas nell'atmosfera terrestre è circa una parte per milione, e si può estrarre dall'aria liquida per distillazione frazionata, nello stesso modo in cui fu ottenuto dai suoi scopritori.
Esiste un forte gradiente di concentrazione del kripton-85 (l'isotopo radioattivo di origine artificiale prodotto negli impianti nucleari) fra i due emisferi terrestri: a causa del rimescolamento convettivo, l'aria del polo nord contiene il 30% di kripton in più rispetto a quella del polo sud. Tale isotopo si presta quindi a essere usato come tracciante ambientale.

## Composti
Come gli altri gas nobili, il kripton era in genere considerato chimicamente inerte. Tuttavia alcuni studi condotti fino dal 1960 hanno scoperto alcuni composti chimici del kripton: sono stati sintetizzati alcuni grammi di KrF2, altri fluoruri e un sale di un ossiacido di kripton. Sono state esaminate anche molecole-ioni ArKr+ o KrH+, e ci sono prove dell'esistenza di composti KrXe o KrXe+.

## Isotopi
In natura il kripton è composto di cinque isotopi stabili e un isotopo radioattivo molto longevo (78Kr). La firma spettrale del kripton è facilmente riproducibile, con linee molto nette. L'isotopo 81Kr viene prodotto in reazioni nell'atmosfera fra gli altri isotopi del kripton e i raggi cosmici: è radioattivo, con un'emivita di 250 000 anni. Come lo xeno, il kripton è estremamente volatile e molto solubile in acqua; per questo il 81Kr si usa per datare acque sotterranee.
Il 85Kr ha emivita di 10,76 anni ed è prodotto dalla fissione dell'uranio e del plutonio: fonti di questo isotopo sono anche le esplosioni atomiche dei test nucleari, i reattori nucleari in funzione e gli impianti di trattamento di combustibile nucleare esaurito.

## Precauzioni
Il kripton è considerato un asfissiante non tossico. Ha un potenziale narcotico sette volte superiore a quello dell'aria atmosferica: se respirato in grandi quantità può perciò indurre narcosi, in modo simile allo stress da immersioni a grandi profondità (narcosi da azoto).